# Universitat Eduardo Mondlane
La universitat Eduardo Mondlane (en portuguès: Universidade Eduardo Mondlane) és la casa d'estudis superiors més antiga de Moçambic. Durant molt temps va ser l'única universitat del país i encara avui és una referència. En 2012, la universitat comptava amb 37.000 alumnes.
En 2016, la universitat fou classificada pel rànquing Webometrics Ranking of World Universities com a millor universitat dels PALOP, i com a millor universitat del seu país.

## Història
El 21 d'agost de 1962, les autoritats colonials portugueses, que controlaven el territori de l'actual Moçambic, creen mitjançant el Decret-Llei n. 44530 els Estudos Gerais Universitários de Moçambique (EGUM). En 1968 el col·legi s'eleva a la categoria d'universitat passant a denominar-se Universidade de Lourenço Marques (ULM).
L'1 de maig de 1976, un any després de la independència de Moçambic, el President Samora Moisés Machelva rebatejar aquesta institució amb el nom d'Universidade Eduardo Mondlane, em homenatge a Eduardo Chivambo Mondlane, primer president del FRELIMO, que va iniciar la Lluita Armada d'Alliberament Nacional d'aquest país africà.
El dia 20 de juny, data de naixement de Mondlane, és commemorat com la Diada de la Universitat Eduardo Mondlane. L'Estació de Biologia Marina d'Inhaca depèn de la universitat.

## Estructura orgànica
La UEM té la seu i de la majoria de facultats a Maputo, però hi ha una delegació de la Facultat de Dret a Beira, l'Escola d'Hostaleria i Turisme a la ciutat d'Inhambane, i recentment es va inaugurar la Facultat de Ciències Marines a Quelimane. Les facultats i escoles són

### Escola de Comunicació i Arts
L'ECA ofereix els següents cursos:
- Periodisme
- Ciències de la Informació
- Llicenciatura en Música
- Llicenciatura en Teatre

### Facultat de Ciències de l'Esport
L'ESCIDE ofereix la següent graduació:
- Llicenciatura en Ciències de l'Esport

### Facultat de Ciències Marines i Costaneres
L'ESCMC ofereix les titulacions següents:
- Oceanografia
- Biologia Marina
- Química Marina
- Costa i en Geologia Marina
- Enginyeria Costanera

### Escola de Desenvolupament Rural
L'ESUDER ofereixen les titulacions següents:
- Llicenciatura en Producció Animal
- Llicenciatura en Producció Agrícola
- Llicenciatura en Agroprocessament
- Enginyeria Rural
- Economia Agrícola
- Comunicació i Extensió Rural

### Escola d'Emprenedoria i Empresa
L'ESNEC ofereixen els següents graus:
- Llicenciatura en l'agricultura comercial
- Grau d'Agro-Negocis
- Llicenciatura en Comerç
- Llicenciatura en Finances
- Llicenciatura en Gestió i Lideratge

### Escola d'Hostaleria i Turisme
L'ESHTI ofereixen els següents graus:
- Turisme
- Gestió Hotelera

### Facultat d'Agronomia i Enginyeria Forestal
Oferir els següents graus:
- Agronomia
- Enginyeria Forestal

### Facultat d'Arquitectura
Aquesta universitat ofereix només un títol de grau:
- Arquitectura i Planificació Física

### Facultat de Ciències
La Facultat de Ciències ofereix els següents graus:
- Llicenciatura en Biologia Aplicada
- Llicenciatura en Biologia i Salut
- Llicenciatura en Ecologia i Conservació de la biodiversitat terrestre
- Llicenciatura en Biologia aquàtica marina i costanera
- Llicenciat en Física
- Llicenciatura en Meteorologia
- Llicenciatura en Química
- Llicenciatura en Geologia Aplicada
- Llicenciatura en Cartografia Geològica i la Investigació
- Llicenciatura en Matemàtiques
- Llicenciatura en Estadística
- Llicenciatura en Informàtica
- Llicenciatura en Ciències de Informació Geogràfica

postgraus:
- Mestratge en Biologia i ecosistemes aquàtics i costaners (BAEC)
- Màster en Informàtica
- Màster en Física
- Màster en Química i Recursos Locals de Processament
- Màster en Geologia i les zones costaneres
- Màster en Direcció de Recursos Minerals
- Doctor en Ciència i Tecnologia de l'Energia

### Facultat de Dret
Aquesta universitat ofereix només un títol de grau:
- Dret

### Escola d'Economia
Aquesta universitat que ofereix els següents cursos:
- Llicenciatura en Economia
- Llicenciatura en Gestió
- Llicenciatura en Comptabilitat i Finances
- Llicenciatura en Economia
- Llicenciat en Administració d'Empreses

cursos de postgrau:
- Màster en Direcció d'Empreses
- Màster en Economia del Desenvolupament
- Mestratge en Política Econòmica

### Facultat d'Educació
Aquesta universitat que ofereix els següents cursos:
- Llicenciatura en Psicologia
- Llicenciatura en Desenvolupament i Educació Infantil
- Llicenciatura en Educació Ambiental
- Llicenciatura en Organització i Gestió de l'Educació

### Facultat d'Enginyeria
La Facultat d'Enginyeria ofereix cinc cursos de graduació:
- Enginyeria Informàtica
- Enginyeria Química
- Enginyeria Mecànica
- Enginyeria Electrònica - Comunicacions, Control i Computació
- Enginyeria Elèctrica - Sistemes d'energia i accionaments elèctrics
- Enginyeria Civil

### Facultat de Filosofia
Aquesta universitat ofereix un únic graduat i un Postgrau de grau:
- Llicenciatura en Filosofia
- Mestratge en Filosofia

### Facultat d'Arts i Ciències Socials
Aquesta universitat ofereix les següents graduacions
- Grau i Traducció i Interpretació francès / portuguès
- Llicenciatura en Administració Pública
- Llicenciatura en Antropologia
- Llicenciatura en Arqueologia
- Llicenciatura en Ciències Polítiques
- Grau d'Ensenyament Francès
- Grau d'ensenyament de l'Anglès
- Llicenciatura en l'ensenyament de llengües bantus
- Llicenciatura en l'ensenyament del portuguès
- Llicenciatura en Geografia
- Llicenciatura en Història
- Llicenciatura en Lingüística
- Llicenciatura en Lingüística i Literatura
- Llicenciatura en Literatura de Moçambic
- Llicenciatura en Serveis Socials
- Llicenciatura en Sociologia
- Llicenciatura en Traducció i Interpretació Anglès / Portuguès

cursos de postgrau:
- Mestratge en Govern i Administració Pública
- Màster en Història de Moçambic i el sud d'Àfrica
- Màster en Lingüística
- Mestratge en Població i Desenvolupament
- Màster en Sociologia Rural i Gestió del Desenvolupament
- Màster en l'ensenyament del portuguès com a segon idioma
- Doctor en Lingüística

### Facultat de Medicina
Aquesta oferta només graduació de la universitat:
- Llicenciatura en Medicina

### Facultat de Veterinària
Aquesta universitat ofereix els següents graus:
- Llicenciatura en Medicina Veterinària
- Llicenciatura en Ciència i Tecnologia dels Aliments
- Llicenciatura en Ciència i Tecnologia Animal

cursos de postgrau:
- Màster en Seguretat Alimentària
- Màster en Producció Animal
- Mestre de la Medicina Veterinària Preventiva

## Rectors
- Fernando Ganhão - 1976-1986
- Rui Baltazar - 1986-1990
- Narciso Matos - 1990-1995
- Brazão Mazula - 1995-2006
- Filipe Couto - 2006-2011
- Orlando Quilambo -2011